# Liste der portugiesischen Botschafter in Mosambik

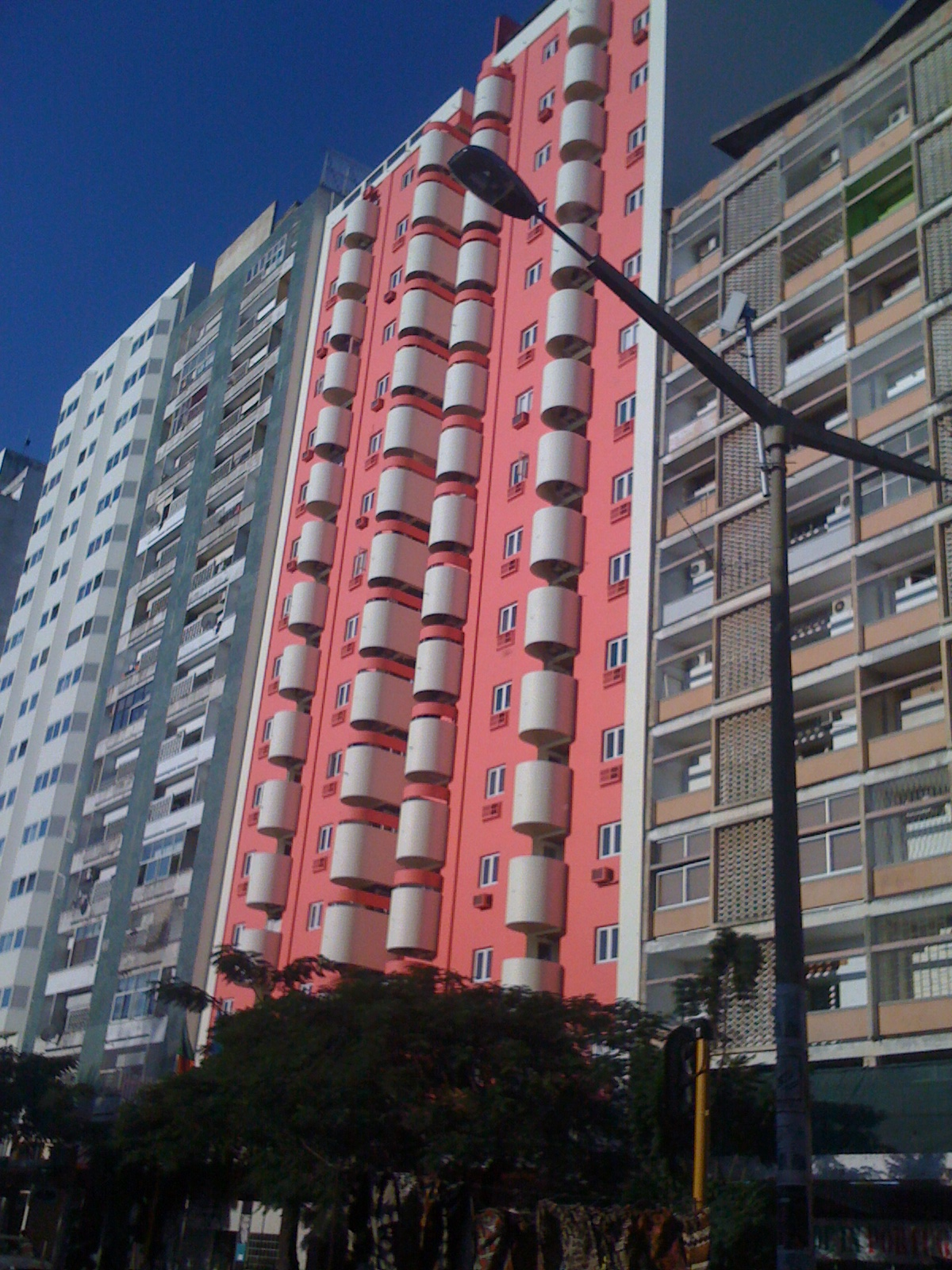
Die Botschaft Portugals in Maputo

Die Liste der portugiesischen Botschafter in Mosambik listet die Botschafter der Republik Portugal in Mosambik auf. Die beiden Staaten unterhalten seit der mosambikanischen Unabhängigkeit von Portugal 1975 diplomatische Beziehungen.
Portugals Botschaft residiert in der Nummer 720 der Avenida Julius Nyerere in der mosambikanischen Hauptstadt Maputo. Daneben sind portugiesische Generalkonsulate in Nampula, Beira und Quelimane eingerichtet.

## Missionschefs
| Name                                              | Bild     | Amtszeit                            | Anmerkungen                                                    |
| Portugal                                          | Portugal | Portugal                            | Portugal                                                       |
| ------------------------------------------------- | -------- | ----------------------------------- | -------------------------------------------------------------- |
| António Manuel de Mendonça Martins da Cruz        |          | 10. März 1975 –26. Juni 1975        | Hochkommissariat der Republik Portugal in Mosambik             |
| Luís Octávio Roma de Albuquerque                  |          | 27. Juni 1975 –28. Juni 1975        | Interims-Geschäftsbeauftragter, bereits am 26. Juni eingesetzt |
| Albertino Almeida                                 |          | 28. Juni 1975 –10. November 1975    | erster Botschafter Portugals in Mosambik                       |
| Manuel Antunes Caldas Faria                       |          | 10. November 1975 –2. Mai 1977      | Interims-Geschäftsbeauftragter                                 |
| António Raul Freitas Monteiro Portugal            |          | 2. Mai 1977 –28. Juni 1977          | Interims-Geschäftsbeauftragter                                 |
| António Augusto Marques da Costa Vaz Pereira      |          | 1. Juli 1977 –25. Juli 1979         | bereits seit dem 28. Juni 1977 Leiter der Botschaft            |
| Eduardo Fernando Street Manoel Nunes de Carvalho  |          | 25. Juli 1979 –9. September 1980    |                                                                |
| José Pires Cutileiro                              |          | 3. Oktober 1980 –3. Mai 1983        | bereits seit dem 9. September 1980 Leiter der Botschaft        |
| João Diogo Correia Saraiva Nunes Barata           |          | 3. Mai 1983 –12. Juli 1983          | Interims-Geschäftsbeauftragter                                 |
| João de Deus Pereira Bramão Ramos                 |          | 12. Juli 1983 –12. September 1983   | Interims-Geschäftsbeauftragter                                 |
| José César Paulouro das Neves                     |          | 15. September 1983 –15. Juni 1988   | bereits seit dem 12. September 1983 Leiter der Botschaft       |
| Francisco José Laço Treichler Knopfli             |          | 13. Juli 1988 –14. August 1991      | bereits seit dem 20. Juni 1988 Leiter der Botschaft            |
| Manuel Lopes da Costa                             |          | 19. August 1991 –14. Mai 1995       |                                                                |
| Rui Gonçalo Chaves de Brito e Cunha               |          | 17. Mai 1995 –25. Juli 1999         | bereits seit dem 14. Mai 1995 Leiter der Botschaft             |
| António Taveira da Cunha Valente                  |          | 13. August 1999 –17. August 2002    | bereits seit dem 26. Juli 1999 Leiter der Botschaft            |
| António Luiz da Silva Sennfelt                    |          | 4. November 2002 –17. Februar 2005  |                                                                |
| José Joaquim Esteves dos Santos de Freitas Ferraz |          | 21. Februar 2005 –7. September 2008 |                                                                |
| Mário Godinho de Matos                            |          | 27. Oktober 2008 –16. März 2013     |                                                                |
| José Augusto de Jesus Duarte                      |          | 10. Mai 2013 –12. Oktober 2016      |                                                                |
| Maria Amélia Maio de Paiva                        |          | seit dem 12. Oktober 2016           | erste Botschafterin Portugals in Mosambik                      |